# 塔皮奥·努尔梅拉
塔皮奥·努尔梅拉（芬蘭語：Tapio Nurmela，1975年1月2日—），芬兰男子北欧两项运动员。他曾代表芬兰参加1994年和1998年冬季奥林匹克运动会北欧两项比赛，获得一枚银牌。